# Movimiento ThisFlag
El movimiento #ThisFlag (del inglés, #EstaBandera) es un movimiento social y político que surge a partir de la desaprobación de los habitantes de Zimbabue de sus deterioradas condiciones económicas. El hashtag tiene su origen en el video de 2016 del pastor Evan Mawarire en el que reflexiona sobre el simbolismo detrás de la bandera de Zimbabue. Muchas personas se identificaron con el sentimiento del video, lo que ocasionó miles de visitas y seguidores en sus llamadas a protestas pacíficas contra la administración de Mugabe.

## Trasfondo
Después de que la colonia de Rhodesia pasara a ser el estado libre de Zimbabue en 1980, el país se enfrentó a dificultades para lograr cambios en su sistema de gobierno. Zimbabue lleva enfrentándose a tiempos económicos difíciles desde mediados de la década de 1990 como resultado de la combinación de varias circunstancias, como nuevos programas implementados por el gobierno, participación en guerras y sanciones impuestas a exportaciones internacionales. En particular, Zimbabue ha tenido una relación difícil con el Reino Unido, que resultó en la retirada de ayuda exterior y ensanciones económicas contra Zimbabue. Estas acciones tuvieron un impacto en la economía del país debido a que la agricultura y la exportación de los bienes que producía contribuían en gran medida al PIB de Zimbabue.

## Orígenes del movimiento
El 19 de abril de 2016, Mawarire publicó un vídeo en Facebook reflexionando sobre lo que representa la bandera de Zimbabue y cómo cree que el gobierno no está cumpliendo con esos estándares. Sus palabras ganaron fuerza entre muchas personas, especialmente entre los jóvenes, lo que llevó a una campaña en línea de 25 días de duración compuesta de videos. Los ciudadanos de Zimbabue pudieron alzar la voz de sus desaprobaciones hacia el gobierno, centrándose no sólo en la pérdida de sus propias aspiraciones sino también señalando la corrupción gubernamental existente. El 5 de julio de 2016, el movimiento volvió cuando Mawarire instó a la gente a boicotear el trabajo quedándose en casa. El llamado a quedarse en casa funcionó y el gobierno acusó a Mawarire de traicionar a Zimbabue, lo que constituye un delito penal en el país. Los vendedores ambulantes comenzaron a vender banderas a medida que el movimiento se popularizaba, lo que contribuyó al movimiento de forma indirecta. El gobierno respondió al nuevo simbolismo de la bandera prohibiendo llevar la bandera de Zimbabue alrededor del cuello, como había hecho Mawarire en su vídeo original. Otra faceta de este movimiento fue la alentación de peticiones de pagarés de bonos y la destitución del ministro.

## Efectos generalizados
El movimiento #ThisFlag se ha extendido fuera de Zimbabue. Robert Mugabe denunció la existencia de zimbabuenses homosexuales en una conferencia de las Naciones Unidas en 2015. En concreto, afirmaba que el apoyo y la aceptación de las personas pertenecientes al colectivo LGBT+ no es algo africano, y en su retórica lo relaciona con la perversión. El colectivo LGBTQI+ marginado de Zimbabue ha aprovechado el impulso del movimiento #ThisFlag para lanzar un proyecto en línea llamado "El movimiento Tatelicious". Este movimiento tiene como objetivo cambiar la opinión pública e informar de una narrativa más real de las personas transgénero de Zimbabue.